# Frøen Station
Frøen Station (Frøen stasjon) er en metrostation på Holmenkollbanen på T-banen i Oslo. Stationen ligger 59,7 meter over havet. Stationen betjener sammen med Steinerud og Borgen Diakonhjemmet Sykehus.
Stationen ligger hvor Holmenkollbanen og Sognsvannsbanen grener fra hinanden. Tidligere havde Sognsvannsbanen også en station ved Frøen, men den blev nedlagt i 1993. Den nuværende station på Holmenkollbanen er dog stadig præget af udfletningen, idet de to perroner for nord- og sydgående spor ligger et stykke fra hinanden med Sognsvannsbanen i en banegrav indimellem. Perronen ved det sydgående spor mod Sentrum er den eneste på T-banen, der ikke er tilgængelig uden brug af trapper.
Da Holmenkollbanen fra 1993 til 2010 havde køreledninger, mens det meste af resten af T-banenettet havde strømskinne, skete skiftet mellem de to systemer på Frøen.